# Astley (Warwickshire)
Astley es una parroquia civil y un pueblo del distrito de North Warwickshire, en el condado de Warwickshire (Inglaterra).

## Geografía
Según la Oficina Nacional de Estadística británica, Astley tiene una superficie de 9,64 km².

## Demografía
Según el censo de 2001, Astley tenía 219 habitantes (47,95% varones, 52,05% mujeres) y una densidad de población de 22,72 hab/km². El 17,35% eran menores de 16 años, el 66,67% tenían entre 16 y 74 y el 15,98% eran mayores de 74. La media de edad era de 45,9 años. Del total de habitantes con 16 o más años, el 16,02% estaban solteros, el 59,67% casados y el 24,31% divorciados o viudos.
El 94,04% de los habitantes eran originarios del Reino Unido. El resto de países europeos englobaban al 4,13% de la población, mientras que el 1,83% había nacido en cualquier otro lugar. Según su grupo étnico, el 98,17% eran blancos y el 1,83% asiáticos. El cristianismo era profesado por el 83,94% y el hinduismo por el 1,83%, mientras que el 7,34% no eran religiosos y el 6,88% no marcaron ninguna opción en el censo.
97 habitantes eran económicamente activos, todos ellos empleados. Había 77 hogares con residentes y 3 vacíos.